# Paul Dano

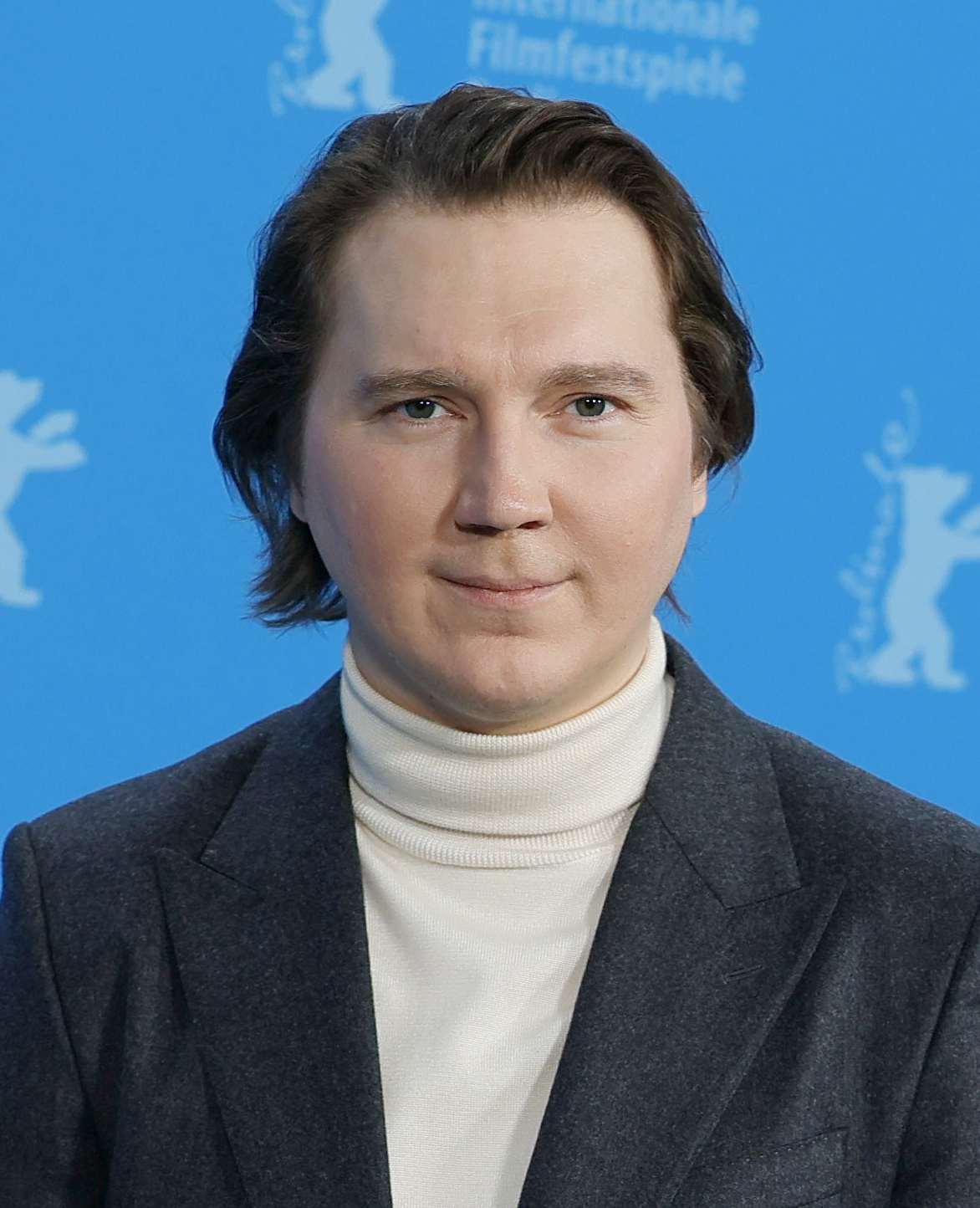
Paul Dano (2024)

Paul Franklin Dano (* 19. Juni 1984 in New York City) ist ein US-amerikanischer Schauspieler.

## Leben

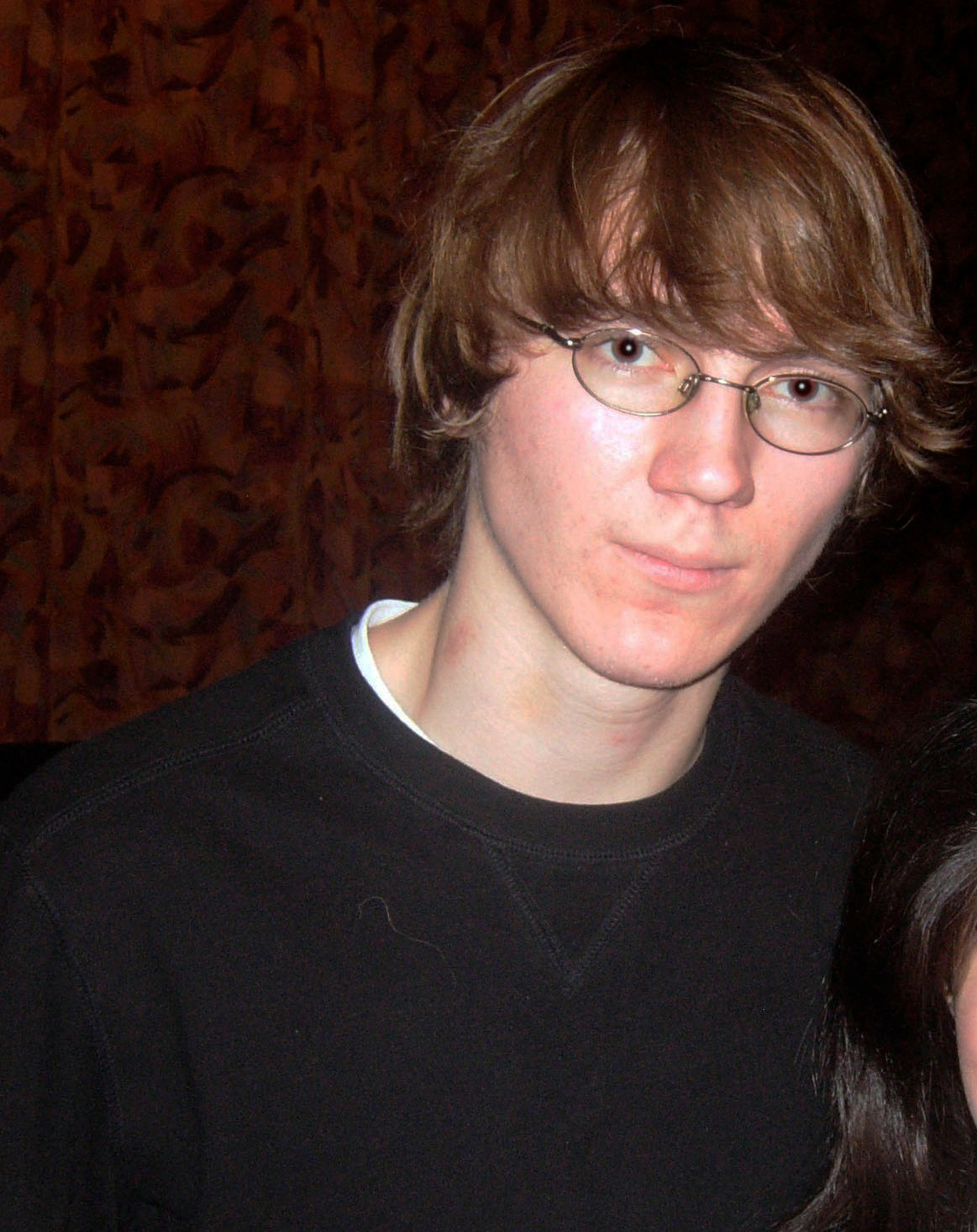
Paul Dano (2007)

Paul Franklin Dano, Sohn eines Finanzberaters, lebte die ersten Kindheitsjahre in New York City. Später zog seine Familie in den Bundesstaat Connecticut und lebte dort zunächst eine Zeit lang in New Canaan, bevor sie schließlich in Wilton sesshaft wurde. Nach dem Abschluss der dortigen High School im Jahr 2002, besuchte er das zur The New School gehörende Eugene Lang College in New York City.
Bereits als Zwölfjähriger bekam Dano kleine Bühnenrollen am Broadway. Seine erste Filmrolle hatte er im Jahr 2000 in The Newcomers. Im folgenden Jahr wählte ihn Regisseur Michael Cuesta für die Hauptrolle in seinem Filmdrama L.I.E. aus. Für seine Darstellung eines Halbwaisen, dessen Vater im Gefängnis landet und der daraufhin in die Obhut eines Pädophilen (gespielt von Brian Cox) gegeben wird, erhielt Dano mehrere Preise und weltweit sehr positive Rezensionen.
In den folgenden Jahren hatte er mehrere größere Nebenrollen in Hollywoodproduktionen. Besonders bekannt wurden seine Darbietungen in zwei oscarprämierten Filmen, dem Roadmovie Little Miss Sunshine (2006) und There Will Be Blood (2007), für die Dano verschiedene Auszeichnungen erhielt. 2008 verkörperte er in der wenig erfolgreichen Liebeskomödie Gigantic die männliche Hauptrolle. 2009 stand er in Ein gutes Herz erneut mit Brian Cox vor der Kamera, mit welchem er bereits L.I.E. gedreht hatte.
In den Jahren 2010 und 2011 folgten Nebenrollen in den Filmen Knight and Day und Cowboys & Aliens, ehe Dano im Jahr 2012 Hauptrollen in den Filmen Ruby Sparks – Meine fabelhafte Freundin sowie in Being Flynn übernehmen konnte. Ähnlich erfolgreich war für Dano das Jahr 2013, als er für Rollen in den von Filmkritikern sehr gelobten Filmen Prisoners und 12 Years a Slave ausgewählt wurde. 2014 verkörperte er in der Filmbiografie Love & Mercy eine jüngere Version des Musikers Brian Wilson.
Im Jahr 2016 spielten Dano und Daniel Radcliffe die beiden Hauptrollen in dem Independent-Film Swiss Army Man, der von der Filmkritik recht positiv aufgenommen wurde. Im Januar 2018 stellte Dano auf dem Sundance Film Festival mit dem Filmdrama Wildlife sein Regiedebüt vor. Im selben Jahr hatte er eine der Hauptrollen in der Miniserie Escape at Dannemora inne. Einen weiteren Erfolg konnte Dano im Jahr 2022 mit der Comicverfilmung The Batman verbuchen, in welcher er den Antagonisten Riddler verkörperte.
Neben seiner beruflichen Tätigkeit als Schauspieler ist er Leadsänger und -gitarrist der Indie-Rockband Mook. Im Jahr 2007 erschien The Eggs EP, 2011 folgte das Album Mook. Die Band veröffentlicht ihre Musik per Eigenvertrieb über das Internet.
Er schrieb für DC Comics die sechsteilige Comicserie „Der Riddler - Das erste Jahr“, die in den Jahren 2022 und 2023 erschien. Die Geschichte ist das Prequel zum Film The Batman.
Dano lebt in New York City und ist seit 2007 mit der Schauspielerin und Drehbuchautorin Zoe Kazan liiert, die er während der Dreharbeiten zu Ruby Sparks kennengelernt hatte.

## Filmografie
- 2000: Newcomers – Neue Freunde (The Newcomers)
- 2001: L.I.E. – Long Island Expressway (L.I.E.)
- 2002: Too Young to Be a Dad
- 2002: Club der Cäsaren (The Emperor's Club)
- 2002, 2004: Die Sopranos (The Sopranos, Fernsehserie, 2 Folgen)
- 2004: Light and the Sufferer
- 2004: The Girl Next Door
- 2004: Taking Lives – Für Dein Leben würde er töten (Taking Lives)
- 2005: The Ballad of Jack and Rose
- 2005: The King
- 2006: Weapons
- 2006: Fast Food Nation
- 2006: Little Miss Sunshine
- 2007: There Will Be Blood
- 2008: Gigantic
- 2009: Ein gutes Herz (The Good Heart)
- 2009: Taking Woodstock
- 2010: Der letzte Gentleman (The Extra Man)
- 2010: Knight and Day
- 2010: Auf dem Weg nach Oregon (Meek’s Cutoff)
- 2011: Cowboys & Aliens
- 2012: Being Flynn
- 2012: For Ellen
- 2012: Ruby Sparks – Meine fabelhafte Freundin (Ruby Sparks)
- 2012: Looper
- 2013: 12 Years a Slave
- 2013: Prisoners
- 2014: Love & Mercy
- 2015: Ewige Jugend (Youth)
- 2016: Swiss Army Man
- 2016: Krieg und Frieden (War & Peace, Fernsehserie, 8 Folgen)
- 2017: Okja
- 2018: Wildlife
- 2018: Escape at Dannemora (Fernsehserie, 7 Folgen)
- 2021: The Guilty
- 2022: The Batman
- 2022: Die Fabelmans (The Fabelmans)
- 2023: Dumb Money – Schnelles Geld (Dumb Money)
- 2024: Spaceman: Eine kurze Geschichte der böhmischen Raumfahrt (Spaceman, Stimme)

## Synchronsprecher
Seit Looper (2012) ist die deutsche Stimme von Dano der Synchronsprecher Timmo Niesner, der ihn auch schon in There Will Be Blood (2007) sprach. Zuvor wurde er meistens von Kim Hasper (z. B. in The Girl Next Door oder Knight & Day) gesprochen.

## Preise
- 2001 (alle für L.I.E.)
  - Fantasporto Directors’ Week Award
  - Independent Spirit Award als Beste Neuentdeckung
  - L. A. Outfest Grand Jury Award als Hervorragender Darsteller in einem Spielfilm
  - Internationales Filmfestival von Stockholm als Bester Darsteller
- 2007 (alle für Little Miss Sunshine)
  - Broadcast Film Critics Association Award als Bester Jungdarsteller
  - Screen Actors Guild Awards für hervorragende Darbietung durch eine Gruppe in einem Spielfilm (gemeinsam mit Toni Collette, Alan Arkin, Greg Kinnear u. a.)
  - Phoenix Film Critics Society Award bestes Ensemble
  - Nominiert – Empire Award bester männlicher Newcomer
  - Nominiert – Gotham Award bestes Ensemble
  - Nominiert – Independent Spirit Award bester Nebendarsteller
- 2008 (alle für There will be Blood)
  - Nominiert – BAFTA Award bester Nebendarsteller
  - Nominiert – Detroit Film Critics Society Award bester Nebendarsteller
- 2013 (alle für 12 Years a Slave)
  - Black Film Critics Circle Award bestes Ensemble
  - Black Reel Award bestes Ensemble
  - Boston Online Film Critics Association Award bestes Ensemble
  - Southeastern Film Critics Association Award bestes Ensemble (zweiter Platz)
  - Washington D.C. Area Film Critics Association Award bestes Ensemble
  - Nominiert – Alliance of Women Film Journalists Award bestes Ensemble
  - Nominiert – Broadcast Film Critics Association Award bestes Ensemble
  - Nominiert – Central Ohio Film Critics Award bestes Ensemble
  - Nominiert – Detroit Film Critics Society Award bestes Ensemble
  - Nominiert – Georgia Film Critics Association Award bestes Ensemble
  - Nominiert – Gold Derby Award bestes Ensemble
  - Nominiert – International Cinephile Society Award bestes Ensemble
  - Nominiert – Phoenix Film Critics Society Award bestes Ensemble
  - Nominiert – San Diego Film Critics Society Award bestes Ensemble
  - Nominiert – Screen Actors Guild Award bestes Ensemble
- 2015 (alle für Love & Mercy)
  - Gotham Award: Bester Darsteller
  - Boston Society of Film Critics Award: Bester Hauptdarsteller
  - San Francisco Film Critics Circle Award: Bester Nebendarsteller
  - Dallas-Fort Worth Film Critics Association Award: Bester Nebendarsteller
  - Nominiert – Golden Globe Award: Bester Nebendarsteller
  - Nominiert – Independent Spirit Award: Bester Nebendarsteller
  - Nominiert – Satellite Award: Bester Nebendarsteller
  - Nominiert – Critics’ Choice Award: Bester Nebendarsteller
  - Nominiert – London Critics’ Circle Film Award: Bester Nebendarsteller